# Angélique Berthenet-Hidalgo
Angélique Berthenet-Hidalgo est une lutteuse libre française née le 18 septembre 1976 à Melun.
Elle est notamment sacrée championne d'Europe  et vice-championne du monde en 1996 dans la catégorie des moins de 47 kg.

## Palmarès

### Jeux olympiques
- 4e en lutte libre dans la catégorie des moins de 48 kg en 2004 à Athènes

### Championnats du monde
- Médaille d'argent en lutte libre dans la catégorie des moins de 47 kg en 1996 à Sofia

### Championnats d'Europe
- Médaille d'or en lutte libre dans la catégorie des moins de 47 kg en 1996 à Oslo
- Médaille de bronze en lutte libre dans la catégorie des moins de 51 kg en 1997 à Varsovie
- Médaille de bronze en lutte libre dans la catégorie des moins de 51 kg en 1998 à Bratislava
- Médaille de bronze en lutte libre dans la catégorie des moins de 48 kg en 2002 à Seinaejoki
- Médaille de bronze en lutte libre dans la catégorie des moins de 48 kg en 2003 à Riga